# 新安斯帕赫
新安斯帕赫（德語：Neu-Anspach，發音：[nɔʏˈʔanspax]）是德国黑森州达姆施塔特行政区上陶努斯县的城市，面积36.12平方千米，2023年12月31日人口为14,359人。